# 毛紀
毛紀（1463年—1545年），字維之，号砺庵，晚号海翁、鳌峰逸叟，山東掖縣（今莱州市）人。明朝正德、嘉靖年間重臣。

## 生平

### 初入仕途
毛紀於成化二十二年（1486年）中山東鄉試第一（解元），成化二十三（1487年）登丁未科同進士，选为庶吉士。弘治初年，授翰林院檢討，晉升修撰，并兼任經筵講官，簡侍東宮，教授太子讀書。《明會典》修成，任侍讀。弘治十八年（1505年）明武宗朱厚照登極。毛紀改任左諭德。因《明會典》小誤，又降為侍讀。《明孝宗實錄》修成，擢升侍講學士。正德五年（1510年）進學士，遷戶部右侍郎。

### 參與機務
正德十年（1515年），由吏部左侍郎拜為禮部尚書。烏斯藏入貢，使者稱有活佛能預知禍福，武宗派太監劉允迎接，大肆鋪張，毛紀上疏勸阻，不被理會。又請早立皇儲，也未被采納。正德十二年（1517年），兼任東閣大學士，參與機要事務。同年秋，加封太子太保，改文淵閣大學士。武宗南征鎮壓寧王朱宸濠叛亂，毛紀輔助楊廷和留守北京。武宗還京後，毛紀晉少保、戶部尚書兼武英殿大學士。

### 升任首輔
武宗駕崩，無嗣，毛紀、楊廷和等人奏請太后，議定以武宗堂弟朱厚熜继皇帝位，即世宗（嘉靖帝）。世宗即位後，加封毛紀為伯爵，他上疏推辭。嘉靖初年，世宗欲追尊親生父母，被閣臣阻止。嘉靖三年（1524年），楊廷和、蔣冕相繼退職，毛紀成為首輔，政策如故。不久，“大禮議”爆發，世宗強行以生父為皇考，數百朝臣哭爭，全部被下獄廷杖。毛紀上疏勸諫，世宗大怒，傳旨斥責毛紀結黨營私。毛紀悲憤上言明志，并請求辭職歸鄉。世宗不滿其剛直，同意了他的請求。

### 晚年歲月
毛紀學識豐富，為官穩重，《明史》稱贊他“與廷和、冕正色立朝，並為縉紳所倚賴。”後來世宗主導的《明倫大典》修成，毛紀又被追究奪官。此後，楊廷和、蔣冕逝世，毛紀被恢復待遇。嘉靖二十一年（1542年），毛紀八十大寿，世宗派大臣慰問。二十四年（1545年）六月，毛紀病卒，享年八十三。朝廷追赠太保，谥文簡。其子毛渠也為進士，官至太僕寺卿。

## 著作
毛紀著有《鳌峰类稿》二十六卷，還有《密勿稿》、《辞荣录》、《联句私钞》、《归田杂识》等。

## 墓葬
葬于山东省莱州市永安路街道西山张家村，毛纪及其父毛敏的墓葬现为山东省文物保护单位。

## 家族
曾祖毛伯全、祖父毛福英，父毛敏，举乡荐，教授杭州郡学，俱赠光禄大夫柱国少保兼太子太保户部尚书武英殿大学士。妣俱赠一品夫人。子男六人：长子毛棻，顺天府推官；次子毛槩，户部员外郎，次毛槃，和州知州；次毛渠，太仆寺卿；次毛業；次毛集，左府经历。女二人：长女适按察检校刘朝；次女嫁思南知府李光祚。孙男十一人：延照、延魁、延厚、延慧、延清、延年、延玖、延祀、延太、延康、延庆。

## 文学作品上的毛紀
《聊斋志异》上有一篇《姊妹易嫁》的主人公就是毛紀。

## 延伸阅读
[在维基数据编辑]
 《國朝獻徵錄·卷之十五》，出自焦竑《國朝獻徵錄》
 《明史卷一百九十》，出自《明史》